# Žar-ptica (balet)
Žar-ptica (francuski: L'Oiseau de feu, ruski: Жар-птица) je balet Igora Stravinskog iz 1910. Balet je baziran na ruskom folkloru i magičnoj sjajećoj ptici istog imena koja je i sreća, ali i nesreća onome koji je uhvati.
Glazbu je premijerno izveo Djagilevljev Ballets Russes u Parizu 25. lipnja 1910. pod dirigentskom palicom Gabriela Piernéa. Bila je to prva njihova produkcija u kojoj je glazba skladana baš za njih. Glazbu za balet je u početku trebao skladati Anatolij Ljadov (1855. – 1914.), no kada je on ostao bez inspiracije, Djagilev je zadatak prebacio na tada dvadesetosmogodišnjeg Stravinskog. Balet ima povijesno značenje ne samo kao djelo koje je Stravinskog učinilo poznatim ("Dobro ga zapamti" - rekao je Djagilev Tamari Karsavinoj, koja je plesala glavnu ulogu: "on je čovjek na rubu slave."), nego i kao djelo kojim je započela suradnja Stravinskog i Djagileva, iz koje su još proizašli Petruška i Posvećenje proljeća.

## Radnja
Stravinskijev balet centrira se na putovanju glavnog junaka, princa Ivana. Ivan ulazi u čarobni kraj Koščeja Besmrtnog. Lutajući njegovim vrtom, Ivan susreće i lovi Žar-pticu. Žar-ptica, nakon što je Ivan uhvati, počne moliti za vlastiti život i pristaje pomoći Ivanu u zamjenu za eventualnu slobodu.
Nakon ovoga, Ivan ugleda 13 princeza, te se zaljubi u jednu. Sljedećeg dana, Ivan odluči pitati Koščeja za ruku jedne od princeza. Njih dvojica pričaju, te eventualno izbije svađa. Kada Koščej pošalje magična stvorenja na Ivana, Žar-ptica, koja drži do svoje riječi, začara ta stvorenja te one počnu plesati energičan ples ("inferno ples"). Stvorenja i Koščej tada zaspu, no Koščej se probudi samo da bi bio ubijen od strane Žar-ptice. Kako je Koščej umro, njegova čarolija je prestala djelovati te su sva magična stvorenja i mjesta nestala, a sva "prava" mjesta i osobe su se probudile i sa zadnjim nastupom Žar-ptice proslavila svoju pobjedu.